# Lapporten
Koordinaten: 68° 16′ 5,7″ N, 18° 58′ 36,6″ O

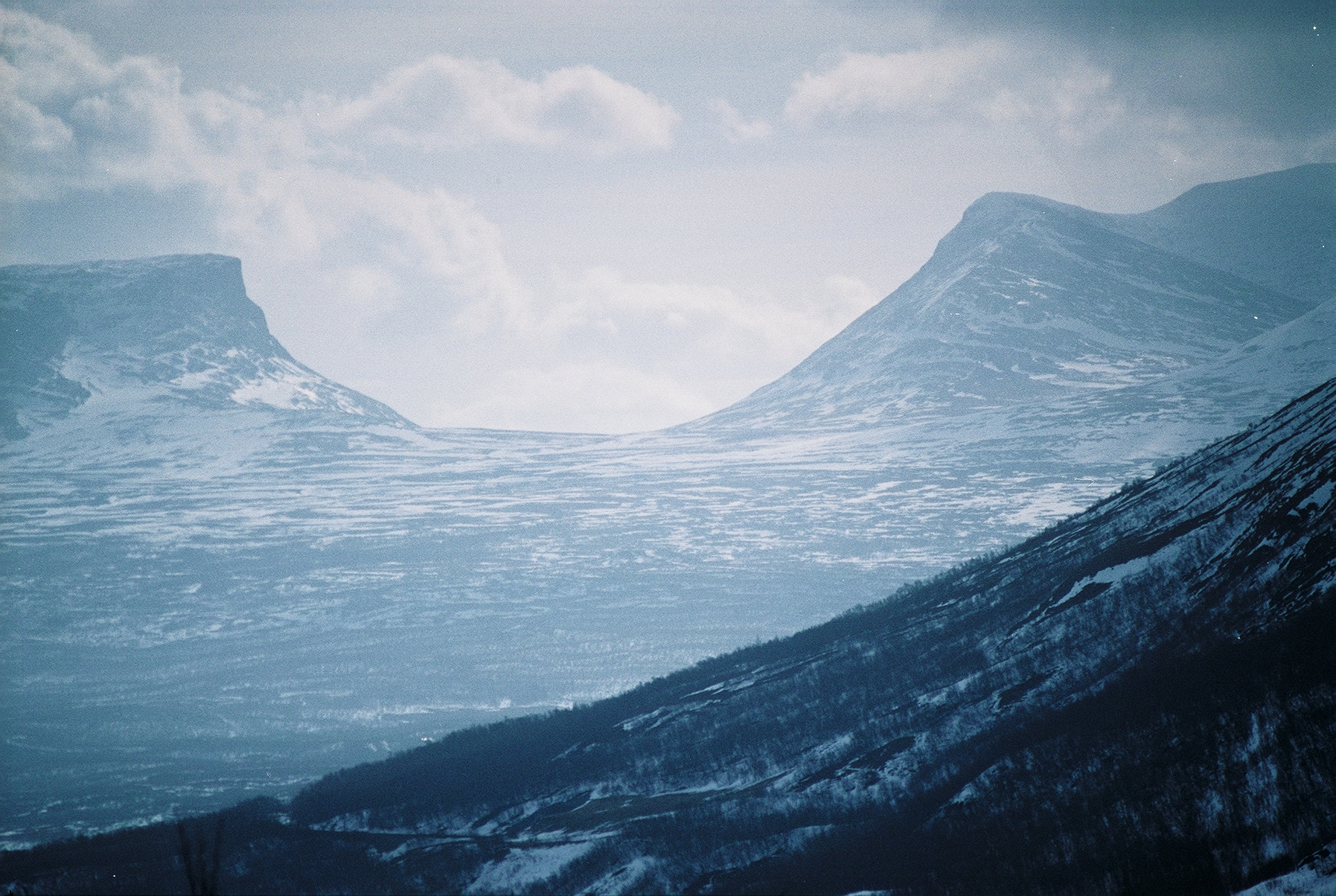
Lapporten im Winter...

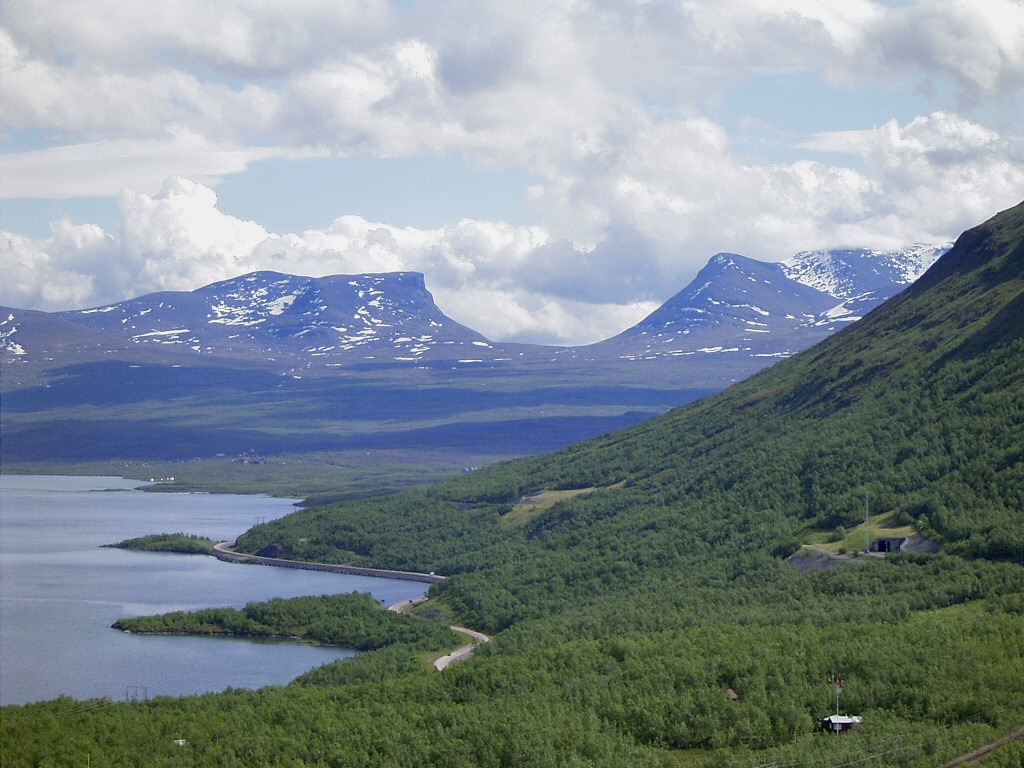
...und im Sommer

Lapporten, zu deutsch Lappenpforte, ist ein Trogtal südöstlich von Abisko im schwedischen Teil von Lappland. Der nordsamische Name Čuonjávággi setzt sich aus den Wörtern čuonjá für Gans und vággi für Fjälltal zusammen, wobei die Vorsilbe in weiteren Ortsnamen der näheren Umgebung verbreitet ist. Eine weitere, jedoch ältere Schreibweise ist Tjuonavagge.
Das Tal wird eingefasst von den beiden Bergen Tjuonatjåkka (1554 m ö.h.) und Nissuntjårro (1738 m ö.h.), die Talsohle liegt auf einer Höhe von etwa 1000 m über dem Meeresspiegel.
Lapporten liegt unweit des Sees Torneträsk innerhalb des 25.781 ha großen FFH-Gebietes Nissuntjårro, welches im Rahmen von Natura 2000 geschaffen wurde. Im Westen grenzt dieses Gebiet direkt an den Nationalpark Abisko.
Mit seinem charakteristischen U-Profil bildet es das Wahrzeichen von Abisko und zählt zu den meistfotografierten Fjällmotiven Lapplands.